# Philco

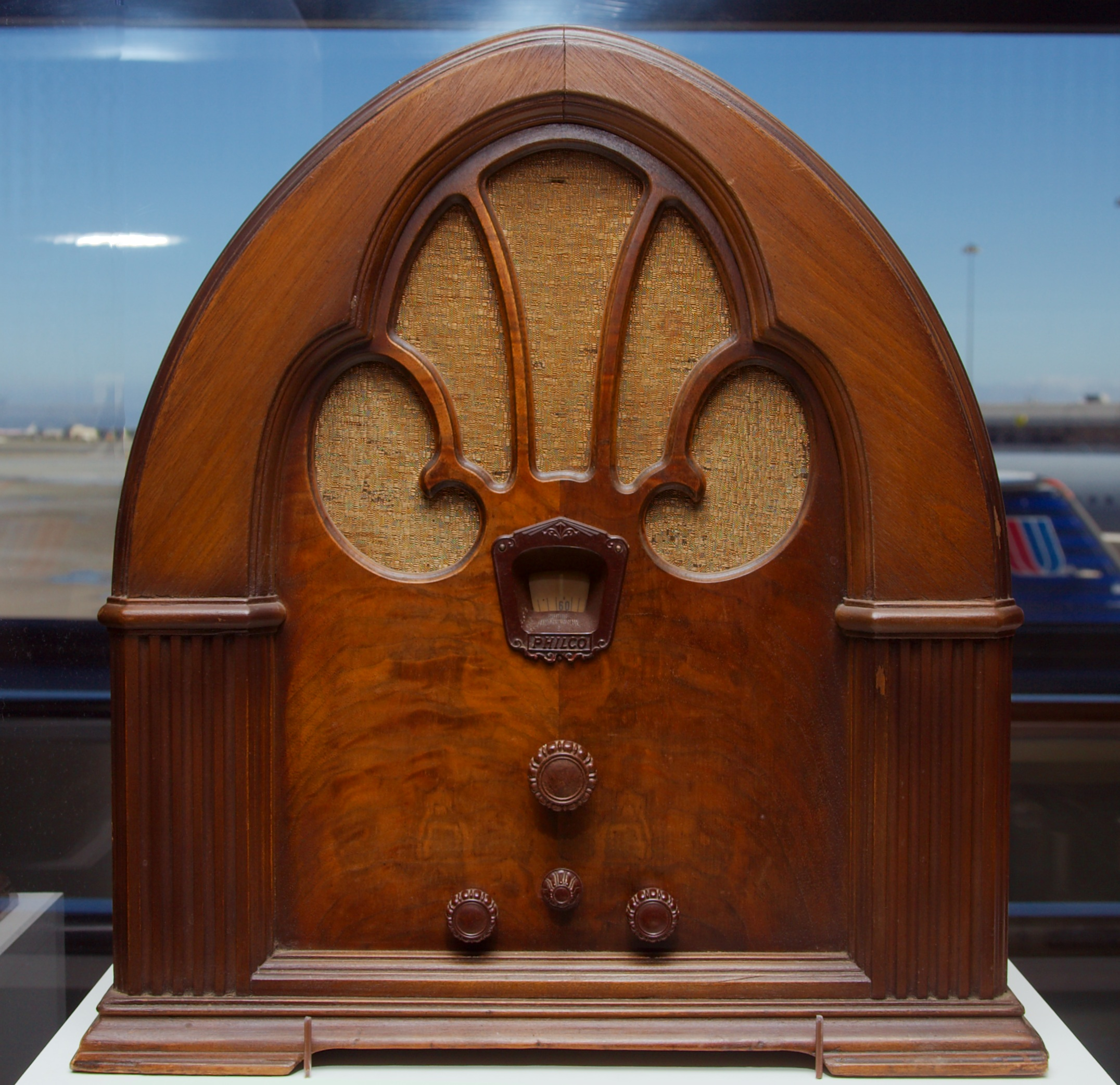
Una radio "Philco 90", con el estilo "catedral", de 1931.

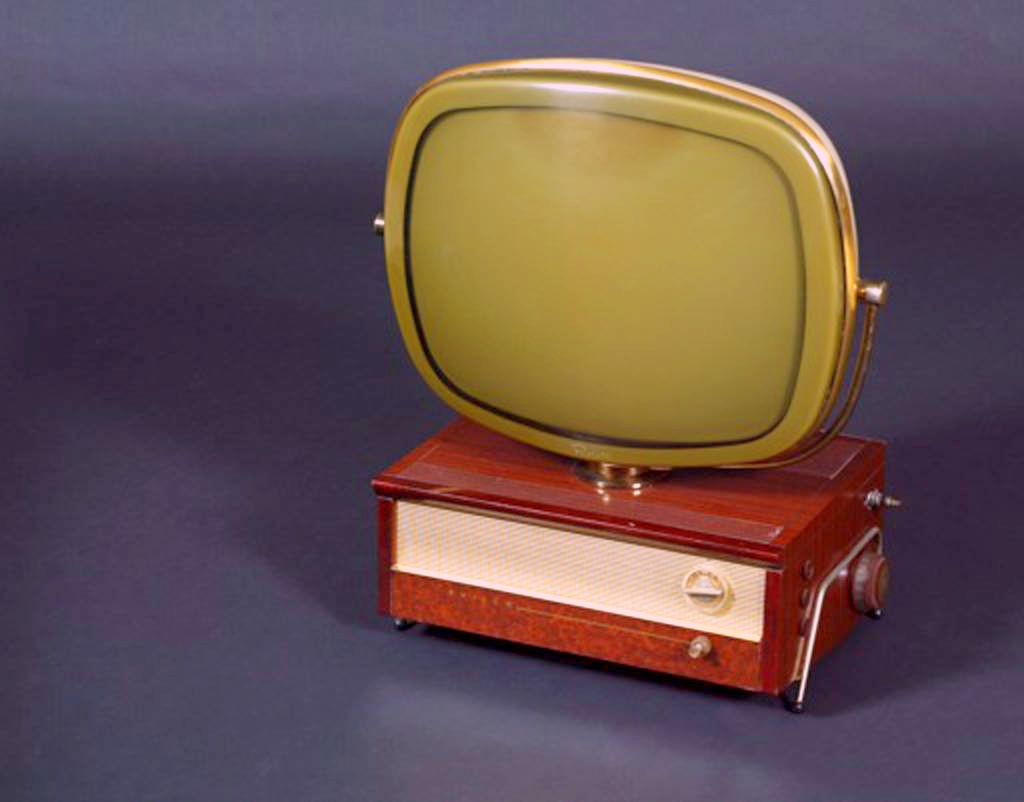
Un 1958 Philco Predicta televisión en la colección permanente del Museo de los Niños de Indianápolis.

Philco es el acrónimo de Philadelphia Storage Battery Company (anteriormente conocido como Empresa Spencer y, posteriormente, Helios Electric Company fundada en 1892). Philco fue pionero en los comienzos de la radio y la televisión. Empleador del especialista Philo Farnsworth, inventor del tubo de rayos catódicos de televisión. Durante el decenio de 1930 Philco produce los sofisticados radio-fonógrafos en conjunto con la RCA Marca Victrola.

## Historia
En 1926 Philco decidió comenzar a hacer radios. Las primeras radios Philco se introdujeron a mediados de 1928, y se produjeron 96 000 ese año, lo que hace que las radios Philco ocupaban el puesto 26 en la nación, en volumen de producción. Hasta ese momento, la mayoría de las radios eran hechas a mano y tenían un precio para consumidores relativamente ricos. Atwater-Kent, el principal vendedor de radio, casualmente también se encontraba en Filadelfia.
Philadelphia Storage Battery Company decidió que los precios de las radios podrían escalarse para un mercado masivo mediante la incorporación de técnicas de línea de ensamblaje que solo usaban la industria automotriz. Para el año modelo 1929, Philco estaba en tercer lugar detrás de Atwater-Kent y Majestic (Grigsby-Grunow Corp) en ventas de radio. En 1930, la compañía vendió 600 000 radios, recaudó $ 34 000 000 y fue el principal fabricante de radio en el país. Para 1934 habían capturado el 30 % del mercado nacional de radio.
Las radios Philco fueron notables por su economía de diseño sin sacrificar la calidad o durabilidad. Al igual que otros fabricantes de la época, ofrecieron una amplia línea de radios que comenzaron con juegos de cinco tubos hasta consolas de alta fidelidad con veinte tubos en 1937-38. Philco construyó muchos modelos de radios y televisores, entre ellos la clásica radio de madera con forma de catedral de la década de 1930. En 1950 la muy futurista, para los cánones de la época, serie de receptores de televisión "Predicta". En 1960, la NASA contrató a Philco para construir en todo el mundo la red estaciones de seguimiento del Proyecto Mercury, y de todos los subsecuentes proyectos con humanos en el espacio, hasta que la red de estaciones en tierra fue sustituida por los satélites de comunicaciones TDRS, en el decenio de 1990. 
Adquirida por Ford Motor Company el 11 de diciembre de 1961, Philco hizo muchas radios para vehículos Ford. Finalmente, el nombre fue abandonado.
En 1962 la computadora Philco 2000 Modelo 212 se eligió para su uso en el Comando de Defensa Aérea de Norteamérica, en las famosas instalaciones de Cheyenne Mountain. Tres de las máquinas fueron instaladas ese año y funcionaron hasta 1980. Las máquinas también fueron utilizadas por los laboratorios de investigación en Westinghouse Electric y General Electric. La parte aeroespacial de Philco Ford pasó a llamarse Ford Aerospace en 1976. 

### Sistemas espaciales
En 1960 la NASA contrató a Philco para construir la red mundial de estaciones de seguimiento para el Proyecto Mercury, y todos los proyectos posteriores de hombre en el espacio hasta que la red de estaciones terrestres fuera reemplazada por los satélites de comunicación TDRS en la década de 1990. Los laboratorios de desarrollo occidentales de Philco finalmente se convirtieron en Space Systems/Loral, que continúa fabricando naves espaciales. En años posteriores, la compañía produjo controles electrónicos automotrices, sistemas de seguimiento aeroespacial y satélites artificiales.
En 1963 Philco también fue responsable del diseño, fabricación, instalación y servicio de todas las consolas utilizadas en ambos MOCR (Mission Operations Control Rooms, también conocido como "Mission Control") en el Edificio 30 del Centro Espacial Lyndon B. Johnson de la NASA (JSC) en Houston, Texas. Los representantes técnicos de Philco trabajaron con el personal de la NASA para diseñar e integrar las consolas con el hardware y los sistemas de la NASA. Las consolas se utilizaron para Gemini, Apolo, Skylab y Space Shuttle, misiones hasta 1998. Las consolas instaladas y diseñadas por Philco en MOCR 2 en JSC se han conservado y se restaurarán a su configuración de la era Apolo para fines históricos. La sala de control ahora figura en el Registro Nacional de Lugares Históricos como el "Centro de Control de la Misión Apolo".
La compañía fue adquirida por Philips en 1981 con el fin de obtener los derechos para utilizar la marca Philips en los Estados Unidos (Philco fue capaz de impedir legalmente a Philips el uso de esta marca, debido a que los nombres tienen sonido muy similar). Philips continuó usando la marca Philco para equipos de conversión digitales para la TV analógicas en Estados Unidos.

### Sistemas de purificación de agua
En 1971 Philco-Ford comenzó a vender sistemas de purificación de agua basados en ósmosis inversa que utilizaban membranas en forma de tubo desarrolladas por la compañía para filtrar y desalinizar el agua contaminada cruda para servicios públicos y fabricación municipales.

## Fin de la empresa como tal

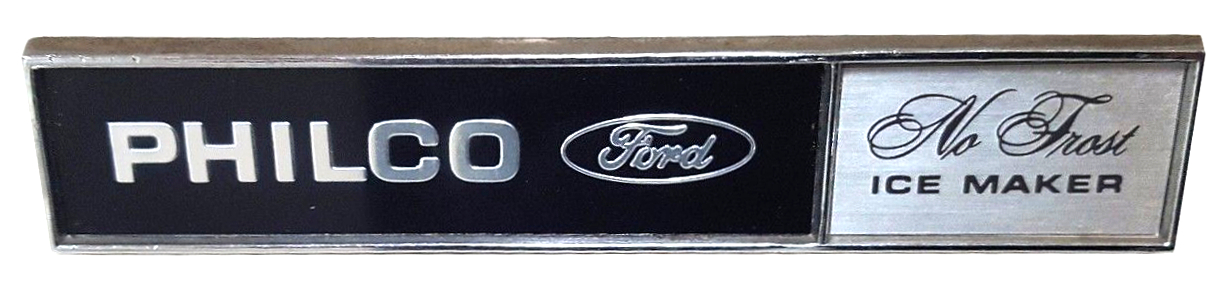
Los refrigeradores de la marca Philco-Ford aparecieron en 1966.

Para 1960, Philco Corporation había solicitado protección por bancarrota.[cita requerida] El 11 de diciembre de 1961, Ford Motor Company compró Philco y continuó ofreciendo productos de consumo, sistemas informáticos y proyectos relacionados con la defensa. La compañía continuó proporcionando a Ford receptores de radio para automóviles y camiones y se hicieron inversiones en productos de consumo para la producción de televisión en color. Junto con la televisión en color y en blanco y negro, Philco continuó produciendo refrigeradores, lavadoras, secadoras, aires acondicionados, estufas, radios, radios de transistores portátiles, fonógrafos portátiles, sistemas de consola de audio con gabinetes de muebles "Mastercraft" de alta calidad y sistemas estéreo de componentes.
La compañía calificó los productos de Philco como "Philco-Ford" en 1966, y los sistemas estéreo de consola alcanzaron su cenit durante 1966 y 1967, con una construcción de gabinete de alta calidad y potentes sistemas de chasis estéreo de consolas de 100 y 300 vatios. Philco fue uno de los mayores productores de muebles del mundo, pero el fin estaba cerca de los gabinetes de muebles de "alta calidad" junto con equipos estéreo. Los gabinetes de alta calidad fueron reemplazados por compuestos de madera más baratos cubiertos con papel de vinilo con piezas de madera de plástico, y los sistemas electrónicos de calidad fueron reemplazados por versiones más baratas importadas de Philco en Taiwán. Eventualmente, todos los productos electrónicos de consumo serían fabricados por Philco-Taiwan, para reducir los costos de producción y ser más competitivos en el mercado.
En 1973 se introdujo una línea completa de refrigeradores, que consta de ocho modelos de "Cold Guard", uno al lado del otro, que utilizaban aproximadamente un tercio menos de electricidad que las marcas competitivas comparables. En 1974, Ford vendió Philco a GTE, que también era propietaria de Sylvania Electric Products. En 1977 Philco International fue vendida a White Consolidated Industries (WCI). (En 1986 AB Electrolux compró WCI).
La compañía (así como la marca Sylvania) fue adquirida a GTE por Philips en 1981 para que Phillips pudiera obtener los derechos para usar su marca registrada en los Estados Unidos. Philco había podido evitar que Philips usara su marca registrada debido a nombres de sonido similar, por lo que Philips había vendido sus productos en los Estados Unidos bajo el nombre de "Norelco". Philips continúa usando el nombre Philco para productos electrónicos de consumo promocionales y ha otorgado licencia para marcas privadas y productos electrónicos de consumo de estilo retro. Philips también otorgó la licencia de la marca Philco a Funai para cajas convertidoras digitales para televisores analógicos en los EE. UU.

## Imagen de la marca

### BrasilBrasil
En Brasil, Philco fue adquirido en 1989 por Itau, convirtiéndose en Jorge Rosenblat e Hijos y en agosto de 2005 esta empresa vendió Philco a la empresa Gradiente. En agosto de 2007, Gradiente vendió la marca a un grupo de inversores, con la intención de licenciar la marca al fabricante de electrodomésticos brasileños Britânia.

### ItaliaItalia
En 2003 el grupo Merloni adquiere los derechos de la marca Philco (de Philco Internacional) para su uso en Italia. Philco Italia produce electrodomésticos en afiliación con Bendix y Thorn EMI Moyor Electronics (por ejemplo, Bendix 71258 1000 lavadora automática 1986). A partir de 2006, la empresa es reconocida principalmente en Australia. 

### Argentina
En Argentina, en marzo de 2004, Philco fue adquirido por un grupo de inversores argentinos. La presencia de Philco en Argentina, data de 1930 y es una marca tradicional de electrodomésticos en este país. En la actualidad, fabrica refrigeradores bajo la razón social Helametal Catamarca SA, empresa de Philco Argentina. Toda la línea electrónica, LCD, TV, Car Stereos, Aire Acondicionado, MWO, Audio y DVD es representada por NewSan S.A del Grupo SANYO y DatandHome S.A., con la línea de lavarropas, lavavajillas, Aire Acondicionado, ventiladores, termotanques, también del mismo Grupo. 
En octubre de 2017 NewSan compró la marca Philco como consecuencia del ejercicio de una opción de compra previamente acordada.
En Chile la marca pertenece a Fuji Corp S.A., compañía que comercializa parlantes, audífonos, accesorios para audio, TV y telefonía, además de electrodomésticos y artículos eléctricos, bajo esta marca.
En Venezuela fue auspiciador del programa radial La Voz de la Philco, conducido por Amador Bendayán.